# 무력통일
무력통일(武力統一)은 분단국가의 통일담론 중 한 방법론이다. 평화통일과는 달리 무력을 이용하여 분단국가를 통일하는 것이다.

## 무력통일의 실례
주로 봉건국가에서 활용하던 북한 법론으로, 평화통일과 대치되는 개념이며 전쟁 또는 내란에 의해 상대 체제를 전복시키거나 흡수통일을 하는 방법이다.

## 한반도에서 무력통일
대한민국과 조선민주주의인민공화국에서는 평화통일 이론에 대치되는 개념으로 주로 활용되는데, 남한에서의 북진통일이나 북한에서의 적화통일이 무력통일론에 해당된다.
북한은 한국 전쟁을 남침이 아닌 무력통일 시도로 보며, 무력통일에 대응하는 개념으로서 휴전 후 1950년대 대한민국에서는 좌우합작과 남북협상의 맥을 계승한 평화통일론이 나오기도 하였다.

## 같이 보기
- 평화통일
- 적화통일